# Ruth Berman
Ruth Berman, née Aronson en 1935 au Cap, est une linguiste israélienne d'origine sud-africaine, professeur émérite à l'université de Tel Aviv, où elle a occupé la chaire Language across the Lifespan. Elle est membre de l'Académie israélienne des sciences et des humanités depuis 2013. 
Les recherches de Ruth Berman ont porté sur la morphologie, la syntaxe et le lexique de l'hébreu moderne, l'acquisition de la première langue dans une perspective interlinguistique, le développement ultérieur du langage et le développement des capacités de narration et de construction de textes, de la petite enfance à l'adolescence et à l'âge adulte.

## Biographie
Née en 1935 en Afrique du Sud, Ruth Aronson (plus tard Berman) grandit au Cap, en Afrique du Sud. Elle obtient une licence summa cum laude à l'université du Cap en langues et littérature en 1954.
Dès la fin de ce premier cursus, elle immigre en Israël, en 1954. Dans les années 1950 et 1960, elle enseigne l'anglais en deuxième langue, d'abord dans un lycée de Beer-Sheva, puis dans le cadre de la formation et de la supervision d'enseignants d'anglais dans des lycées du Néguev et à l'université hébraïque de Jérusalem. Grâce à une bourse du British Council, elle approfondit en 1958-1959 ses connaissances de la linguistique à l'université d'Édimbourg, et travaille sur le sujet A comparative analysis of English verb usage in fiction and the sciences,. 
Ses études auprès des linguistes britanniques John Rupert Firth et Michael Halliday l'amène ensuite à participer, de 1960 à 1962, à un projet de recherche à grande échelle sur l'enseignement de l'anglais comme langue étrangère en Israël, supervisé par le professeur Gina Ortar, à l'université hébraïque de Jérusalem. Elle reprend ensuite des études, à nouveau, et obtient un MA à l'université Columbia, New York, en linguistique générale et appliquée, en 1964. 
En 1965, elle entame une carrière de plusieurs décennies à l'université de Tel Aviv, au cours de laquelle elle enseigne, et coordonne la compilation de la série de manuels English for Speakers of Hebrew, basée sur les principes de la linguistique contrastive hébreu-anglais. Ce projet est mené dans le cadre du département d'anglais de l'université de Tel Aviv, au sein duquel elle met en place un programme linguistique fondé sur les théories linguistiques contemporaines, et qui devient ensuite le département de linguistique de l'université de Tel Aviv. Dans les années 1970, le centre d'intérêt de Berman se déplace vers l'hébreu moderne - en morphologie, lexique et syntaxe. Dans sa thèse de doctorat, présentée en 1973, sous la direction de Uzzi Ornan (en), elle étudie une série de noms verbaux en hébreu moderne dans le cadre de la théorie syntaxique transformationnelle. Elle construit ainsi les bases d'une publication, en 1978, en anglais, sur la structure de l'hébreu moderne. Cette publication fait référence.
Cet intérêt pour l'hébreu moderne entraîne une réorientation de ses recherches dans les années 1980, vers l'acquisition de l'hébreu comme première langue, puis sur le développement du langage pendant l'enfance et l'adolescence, dans un cadre interlinguistique. Ses études comprennent l'examen du développement de la grammaire et du lexique chez les tout-petits, les enfants d'âge préscolaire et les écoliers de langue maternelle hébraïque. Ce travail de recherche aboutit  à une autre publication sur l'acquisition de l'hébreu, en 1985. 
Dans ce contexte, Berman participe  ensuite à des projets interlinguistiques comparant l'acquisition par les enfants de divers aspects de l'hébreu à celle de leurs homologues dans l'acquisition d'autres langues. Il s'agit notamment de recherches sur la maîtrise du lexique en anglais et en hébreu par des enfants de 3 à 9 ans comparés à des adultes avec Eve Clark (en) (de l'université Stanford) et sur l'acquisition de capacités narratives dans plusieurs langues différentes, dont l'hébreu, avec Dan Slobin (en) (de l'Université de Californie à Berkeley). Cette étude de l'acquisition des capacités narratives contribue au développement de la recherche psycholinguistique. Ces travaux servent également de base à un projet de recherche à grande échelle, financé par la Spencer Foundation de Chicago, qui vise à comparer les capacités d'élèves d'écoles primaires, de collèges et de lycées, locuteurs de sept langues maternelles différentes (en collaboration avec des homologues de sept pays), dans la construction de textes narratifs et d'exposés à l'oral et à l'écrit. Elle enseigne jusqu'en 2003 à l'université de Tel Aviv, puis en est nommée professeure émérite.

## Principales publications
- 1969 : G. Cohen et R. Aronson. The Teaching of English in Israel: A Survey, Jérusalem, Hebrew University John Dewey School of Education, 394 pp.
- 1978 : R. Berman. Modern Hebrew Structure, Tel Aviv, University Publishing Projects, 452 pp.
- 1985 : R. Berman. Acquisition of Hebrew, Hillsdale, Lawrence Erlbaum, 116 pp.
- 1994 :  R. Berman et D. Slobin,  Relating Events in Narrative: A Crosslinguistic and Developmental Study,  Hillsdale,  Lawrence Erlbaum, 748 pp.
- 2004 :  R. Berman (dir.), Language Development Across Childhood and Adolescence, Philadelphie/Amsterdam, John Benjamins.